# Конкістадор

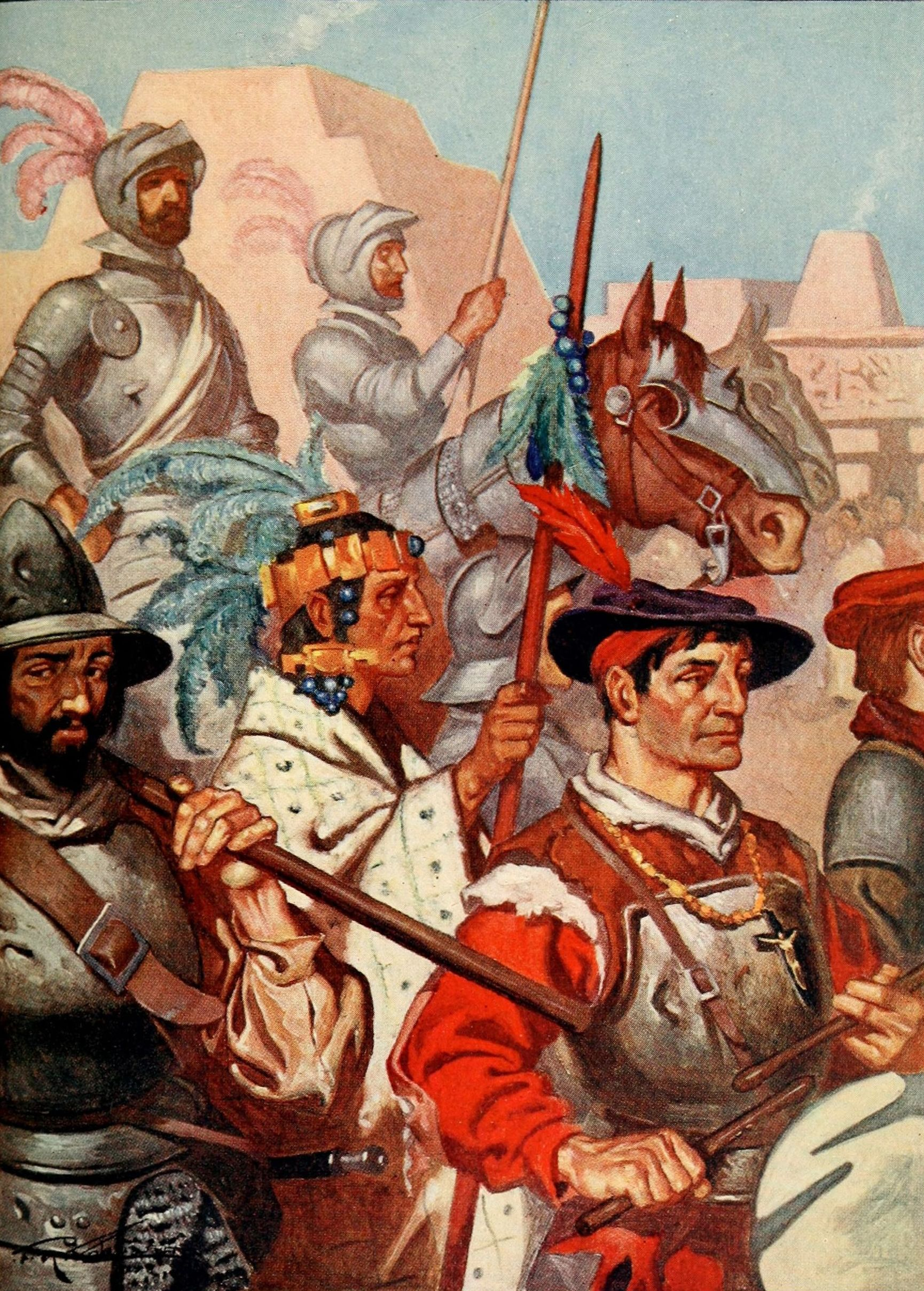
Конкістадори в ацтекському Теночтітлані

Конкістадо́ри (ісп. conquistador, «завойовник») — у XV—XVII століттях кастильські (іспанські) та португальські військові, дослідники й купці, які брали участь у завоюванні земель або відкритті торговельних шляхів у Америці, Африці, Азії та Океанії. Герої Доби великих географічних відкриттів. Також — конквістадори.

## Образ
Як правило, конкістадорами були збіднілі іспанські лицарі (тобто ідальго і кабальєро). Сучасна історична наука називає такі основні аспекти їхнього виникнення: закінчення Реконкісти, політичні та економічні устремління іспанської корони (пізній період Конкісти), зубожіння дворянства і, головне, відкриття нових земель, які потребували освоєння.
Важливу роль відіграло те, що далеко від Європи іспанець ставав вільним як від королівської влади (наприклад, ситуація з виплатами на користь корони на початку XVI ст.), так і від церковної. Однією з їхніх цілей був пошук і захоплення нових земель і багатств у незнаному світі. Конкістадори провели чимало експедицій і походів на території Нового Світу. Фінансування провадилося зазвичай власним коштом кабальєрос практично без допомоги, а часто-густо і наперекір амбіціям іспанського королівського двору.
Головною перевагою була наявність закутої у броню лицарської кавалерії та вогнепальна зброя, що сприяли конкістадорам успішно нападати на індіанські поселення, причому місцеве населення зазнавало панічного страху, побачивши коней і вершників, вважаючи останніх узагалі єдиним цілим єством.  Також, конкісті дуже допомогла відсутність в індіанців імунітету до європейських хвороб. Завойовницькі походи іспанських конкістадорів охоплювали кампанії у Гватемалі, Перу, Тауантінсуйу, Колумбії, Чилі, Гондурасі та на узбережжі Тихого океану.
До числа найвідоміших ватажків конкістадорів відносять Ернана Кортеса (Мексика), Франсіско де Монтехо (Юкатан у цілому), Франсіско Пісарро (Тауантінсую), Дієго де Альмагро (Панамський перешийок, Перу і Чилі), Васко Нуньєса де Бальбоа (Тихоокеанське узбережжя Південної Америки), Дієго Веласкеса де Куельяра, Педро де Вальдивію, Педро де Альварадо, Ґонсало.
Багато конкістадорів, як рядових солдатів, так і командирів загонів було нагороджено згодом різними королівськими дарами (титули, землі). Наприклад, маркіза Кортеса удостоїли всякими привілеями щодо податків та управління колоніями. До того всього поселенці набували у власність маєтки, в яких нащадки конкістадорів жили майже незалежними володарями, формально визнаючи владу віце-короля або генерал-капітана.
З часу Філіпа III (1598—1621) ця землевласницька аристократія Америки, так само як і корінні обивателі численних міст і муніципалітетів (Cabildos), стала зазнавати постійного гніту: перш за все шанували вихідців зі Старого Світу, що народилися в Іспанії (Chapetones). Ця система стосовно до найвпливовішої частини креолів супроводжувалася насильствами з боку влади. Призвела на початку XIX століття до відторгнення від Іспанії її багатих колоній. Прадавні прізвища конкістадорів висунули при цьому багато вождів, які керували боротьбою з метрополією.
Серед конкістадорів були й нечисленні жінки — Каталіна де Ерасо, Інес Суарес.

## У культурі

### Кіно
- 1947: Капітан із Кастилії